# Онацький Дометій Григорович
Доме́тій Григо́рович Она́цький (нар. близько 1865, козацький хутір Хоменківський біля села Бірки Гадяцького повіту Полтавської губернії, нині Гадяцького району Полтавської області — пом. 1921, село Трипілля, нині Обухівського району Київської області) — український історик, краєзнавець, педагог, батько члена Української Центральної Ради, провідного діяча Організації Українських Націоналістів Євгена Онацького.

## Біографія

### Глухівський період
Дометій Григорович Онацький народився близько 1865 року на козацькому хуторі Хоменківський біля села Бірки Гадяцького повіту Полтавської губернії, нині Гадяцького району Полтавської області. 1886 року закінчив Глухівський учительський інститут. Від 16 серпня 1886 року почалася його педагогічна діяльність. Працював учителем у Глухові в міському трьохкласному училищі Федора Терещенка. У Глухові Дометій Онацький одружився з Тетяною Іванівною Сисоєнко, яка походила з родини заможних глухівських міщан. У них було двоє дітей — Олександр (народився 22 січня (3 лютого) 1889 року) та Євген (народився 1(13) січня 1894 року). У Глухові Онацький придбав землю з гарним садом, побудував там за власним планом будинок із чотирма кімнатами та господарськими прибудовами.
Онацький уклав і 1894 року видав у Києві накладом 1200 примірників підручник географії Російської імперії (з додатком трьох карт). Друге видання підручника побачило світ 1902 року в Москві. 1903 року журнал «Русская мысль» писав про друге видання: «Підручник пана Онацького хоч і наближається до звичайного типу підручників географії, все ж має деякі переваги. У ньому приділяється досить багато уваги природі краю, її ґрунтовим і кліматичним умовам, а також промисловості. До недоліків же варто віднести те, що зовсім немає картинок та ілюстрацій, а також ту обставину, що підручник досить важкий, особливо в першому відділі, який містить загальний огляд, що рясніє подробицями, часом непотрібними. Незручним також вважаємо те, що майже зовсім немає курсиву, навіть при перерахуванні назв, які таким чином насилу виділяються із загального тексту і, отже, важче запам'ятовуються».

### Діяльність у Кам'янці-Подільському
1904 року Дометій Онацький переїхав до Кам'янця-Подільського на посаду завідувача паралельних класів міського двокласного училища та одночасно вчителя російської мови. Наступного року до нього переїхала родина. У серпні 1905 року сини вступили до місцевої гімназії — Олександр до шостого класу, Євген до другого. Їх, як учительських дітей, звільнили від оплати за навчання. Онацькі мешкали в Старому місті на вулиці Довгій у старому двоповерховому будинкові, відведеному для паралельних класів. Завідувачеві та його родині відвели три доволі великі кімнати. Сусідами Онацьких на вулиці Довгій була сім'я священика Павла Вікула.
За даними «Пам'ятної книжки Київського навчального року на 1906—1907 навчальний рік» учитель російської мови надвірний радник Дометій Григорович Онацький отримував за рік 450 рублів і ще 150 рублів за додаткові уроки, забезпечувався казенною квартирою. Серед його колег були законовчитель православного сповідання священик Йосип Сулковський (краєзнавець, майбутній тесть українського поета Володимира Свідзінського), учитель гімнастики штабс-капітан Платон Артемович Бажан (батько українського поета Миколи Бажана), лікар Юлій Йосипович Манасевич — майбутній заслужений лікар Української РСР.
Наприкінці 1906 року Дометій Григорович очолив згадане училище, отримавши посаду штатного наглядача, та почав викладати історію. Тепер родина Онацьких мешкала в чотирьохкімнатній службовій квартирі, що розміщувалася в головному корпусі міського училища на вулиці Костьольній (нині Францисканська). Згодом при училищі відкрили дворічні педагогічні чоловічі курси, якими теж завідував Дометій Онацький. Серед викладачів як училища, так і курсів, підлеглих Дометія Григоровича, був Никифір Григоріїв — майбутній міністр освіти УНР в уряді Всеволода Голубовича .
У спогадах Євген Онацький писав: «Батько мій був українським Никодимом і лояльним службовцем: знав добре українську історію, любив усе українське і почував себе українцем, але своє українство старанно ховав від стороннього ока. В хаті у нас, як тоді, зрештою, і в усіх інтелігентських родинах, панувала московська мова, і, хоч батько й любив підкреслювати, що ми походимо з давнього козацького роду, своє „мазепинство“ ховав глибоко в душі, був учителем, що, як і всі інші вчителі на Поділлі (і здається, на всьому Правобережжі), одержував спеціальний додаток до платні — „за обрусеніє края“». Євген Онацький також зазначив: «Лише пізніше я довідався, що батько поза службовими годинами перекладав поеми Лермонтова на українську мову, мріяв про введення української мови по школах і готував для того „задачник“ арифметичних завдань (він учив математики), що, на жаль, як і переклади з Лермонтова, залишились невидрукуваними».
Маніфест Миколи II від 17 жовтня 1905 року сприятливо позначився на розвиткові українського національно-визвольного руху. Євген Онацький писав: «Коли почалася революційна відлига і на національному полі, батько перестав був ховатися зі своїм українством, узяв участь у творенні в Кам'янці „Просвіти“ і, вміючи добре декламувати, виступив одного разу на якомусь вечорі, з переважно українською програмою. Батько тоді продекламував Глібова „Вовк і ягня“ і мав великий успіх». Але революційна відлига тривала недовго, прийшли репресії, тож Дометій Онацький, за словами сина, «знову заховався в шкаралущу лояльного службовця». Євген Онацький бачив, як тяжко переживав батько «свій моральний трагічний конфлікт — спільний тоді багатьом українським інтелігентам, особливо вчителям — між свідомістю українського патріота й обов'язками лояльного службовця».

### Останні роки життя
Улітку 1915 року, під час Першої світової війни, під загрозою австрійського наступу училище евакуювали з Кам'янця-Подільського. Евакуація тривала недовго, проте після повернення училища до Кам'янця, довелося невдовзі виїхати до Києва. Після цих перетурбацій Дометій Онацький покинув роботу в Кам'янець-Подільському училищі та став викладати у Глухівському учительському інституті, випускником якого був. 1917 року він видав у Глухові кілька чисел українського часопису (назву видання не встановлено). Для цього часопису Євген Онацький написав репортаж із Всеукраїнського національного конгресу, що відбувся в квітні 1917 року в Києві.
Від січня 1919 року Дометій Онацький — бібліотекар Київського міського історичного музею (нині Національний художній музей України). Змінив на цій посаді сина Євгена, який працював бібліотекарем від березня 1918 року, після виходу з президії Української Центральної Ради, до січня 1919 року, коли у складі української делегації виїхав на мирну конференцію в Парижі, але туди не доїхав і залишився на шість місяців у Швейцарії в Лозанні.
Дометій Онацький помер 1921 року від голоду в селі Трипілля (нині Обухівського району Київської області), де його й поховано. Старший син Дометія Григоровича Олександр писав молодшому братові Євгену: «Ми витримали з надірваним здоров'ям на кандьорі (пшоняний куліш без усякого товщу), батько не витримав. Не міг його їсти…». Дружину Дометія Онацького (рік смерті не встановлено) поховано в Глухові.

## Краєзнавчі дослідження
Дометій Онацький мав чималі досягнення в краєзнавчих дослідженнях. Публікувався в журналі «Киевская старина» та газеті «Киевские отклики».
1913 року Онацький у Києві опублікував брошуру «Подолия: Краткий исторический очерк с указанием пунктов, важнейших в историческом отношении», адресовану широкому колу читачів, що цікавилися минулим Поділля. Видання мало 48 сторінок, містило розділи про історію краю різних періодів, перелік історичних місць з описом пам'яток старовини, карту Подільської губернії. Праця Дометія Онацького, на думку історика Сергія Єсюніна, стала одним із найкращих поділлєзнавчих історико-краєзнавчих видань XIX — початку ХХ століття.

## Нагороди
- 1900 року нагороджено орденом Святого Станіслава третього ступеня.
- 1908 року за вислугу років нагороджено орденом Святої Анни третього ступеня.